# Bluey
Bluey (în română Blue) este un serial australian de televiziune pentru copii. A avut premiera pe 1 octombrie 2018, pe ABC Kids. Serialul a fost creat de Joe Brumm și este produs de compania Ludo Studio. Serialul și-a făcut apariția în Statele Unite ale Americii pe Disney Junior și este lansat pe Disney+ la nivel internațional. Fiecare episod are o durată de 7 minute.

## Personaje
- Familia
- Bluey Heeler (vârsta de 6 ani, mai târziu de 7 ani) este o cățelușă Blue Heeler. Ea este energică și curioasă, dar câteodată o ignoră pe Bingo. Mereu vrea să se joace cu sora ei sau tatăl ei.
- Bingo Heeler (vârsta de 4 ani, mai târziu de 5 ani) este o cățelușă Red Heeler. Ea este iubitoare și ascultătoare. Este sora mai mică a lui Bluey. Mereu vrea să fie plăcută de ceilalți.
- Bandit Heeler / Tati este un cățel Blue Heeler. El este un arheolog. Mereu se joacă cu Bluey și Bingo. Uneori, poate să devină prea dur sau să uite că Bingo este mai mică ca Bluey. Încearcă să le învețe pe cele două cățelușe lecții importante. Ele nu le înțeleg niciodată nimic.
- Caramela Heeler / Mami este o cățea Red Heeler. Ea lucrează la un aeroport, ocupându-se cu securitatea. Are un șef enervant. Mereu încearcă să fie blândă și iubitoare. Conștientizează diferența de vârstă dintre cățelușe. Mereu vrea ca Bluey și Bingo să fie fericite, nu doar prin joacă.
- Familia extinsă
- Partea lui Bandit
- Brioșă, verișoara lui Bluey. Ea este neascultătoare și răsfățată.
- South, verișoara lui Bluey. Are o vârstă mică. A învățat să vorbească și să meargă în pe patru picioare mai târziu în serial.
- Grivei, unchiul lui Bluey, fratele lui Bandit.
- Trixie, mătușa lui Bluey.
- Radley, unchiul lui Bluey, fratele lui Bandit.
- Frisky, nașa zână a lui Bluey și mătușa lui Bluey căsătorindu-se cu Radley mai târziu în serial.
- Buni, bunica lui Bluey.
- Bob, bunicul posibil decedat al lui Bluey. Într-un episod a apărut viu, dar se crede că Buni și-l imagina.
- Partea Caramelei
- O bunică posibil decedată. Nu a apărut în serial decât în câteva portrete de pe pereții casei.
- Mort (numele lui, a nu se confunda cu altceva), bunicul lui Bluey.
- Brandy, mătușa lui Bluey, sora Caramelei. Ea a apărut mai târziu în serial. Nu a mai vorbit cu Caramela timp de patru ani. Într-un episod, apare ca prin magie.
- Prieteni
- Chloe (cea mai bună prietenă a lui Bluey)
- Lucky
- Scumpi
- Mackenzie
- Coco
- Snickers
- Jack
- Rusty
- Indy
- Lila
- Judo (vecina lui Bluey)
- Jean Luc

## Apariția
În iulie 2017, ABC și British Broadcasting Corporation au comisionat Bluey ca un serial animat pentru copii preșcolari care va fi dezvoltat de compania din Queensland, Ludo Studio. Producția a primit finanțări de la Screen Australia și Screen Queensland, cu decorul serialului bazat pe climatul unic semi-Queensland.
Primul episod din ,,Bluey" este ,,Xilofonul magic".